# Llista d'alcaldes de Sant Fost de Campsentelles
Relació històrica d'alcaldes de Sant Fost de Campsentelles:
| Núm. |  | Alcalde                            | Inici mandat           | Fi de mandat           | Partit polític                                                                   | Partit polític                          | Ref.  |
| ---- |  | ---------------------------------- | ---------------------- | ---------------------- | -------------------------------------------------------------------------------- | --------------------------------------- | ----- |
|      |  | Francesc Torrens i Pujol           | 1 de gener de 1894     | 15 de juny de 1902     |                                                                                  |                                         | [ 1 ] |
|      |  | Melcior Xicola i Viñas             | 15 de juny de 1902     | 1 de gener de 1904     |                                                                                  |                                         | [ 1 ] |
|      |  | Salvador Xicola i Aloy             | 1 de gener de 1904     | 27 de juliol de 1909   |                                                                                  | Partit Liberal Conservador              | [ 1 ] |
|      |  | Josep Torrents i Tió               | 27 de juliol de 1909   | 1 de gener de 1912     |                                                                                  |                                         | [ 1 ] |
|      |  | Salvador Xicola i Aloy             | 1 de gener de 1912     | 1 d'abril de 1920      |                                                                                  | Partit Liberal Conservador              | [ 1 ] |
|      |  | Josep Torrens i Pujol              | 1 d'abril de 1920      | 2 d'octubre de 1923    |                                                                                  |                                         | [ 1 ] |
|      |  | Joan Mas i Garreta                 | 2 d'octubre de 1923    | 20 de març de 1924     |                                                                                  | Dictadura de Primo de Rivera            | [ 1 ] |
|      |  | Jaume Torrents i Murgarella        | 20 de març de 1924     | 21 d'abril de 1929     |                                                                                  | Dictadura de Primo de Rivera            | [ 1 ] |
|      |  | Josep Torrens i Pujol              | 21 d'abril de 1929     | 26 de febrer de 1930   |                                                                                  | Dictadura de Primo de Rivera            | [ 1 ] |
|      |  | Antoni Baliarda i Campalans        | 26 de febrer de 1930   | 15 d'abril de 1932     |                                                                                  | Dictadura de Primo de Rivera            | [ 1 ] |
|      |  | Jaume Torrents i Murgarella        | 15 d'abril de 1931     | 28 de gener de 1934    |                                                                                  | Candidatura Administrativa              | [ 1 ] |
|      |  | Enric Torrents i Murgarella        | 1 de febrer de 1934    | 22 d'octubre de 1934   |                                                                                  | Esquerra Republicana de Catalunya       | [ 1 ] |
|      |  | Ramon Gassó i Escuder              | 22 d'octubre de 1934   | 2 de maig de 1935      |                                                                                  | Comissió gestora                        | [ 1 ] |
|      |  | Jaume Torrents i Murgarella        | 2 de maig de 1935      | 18 de febrer de 1936   |                                                                                  | Candidatura Administrativa              | [ 1 ] |
|      |  | Enric Torrents i Murgarella        | 18 de febrer de 1936   | 27 de gener de 1939    |                                                                                  | Esquerra Republicana de Catalunya       | [ 1 ] |
|      |  | Pau Baliarda i Bigaire             | 27 de gener de 1939    | 5 de desembre de 1939  |                                                                                  | Dictadura Franquista                    | [ 1 ] |
|      |  | Salvador Xicola i Aloy             | 5 de desembre de 1939  | 21 de desembre de 1942 |                                                                                  | Dictadura Franquista                    | [ 1 ] |
|      |  | Josep Molas i Rupelo               | 21 de desembre de 1942 | 17 de juliol de 1952   |                                                                                  | Dictadura Franquista                    | [ 1 ] |
|      |  | Joan Suñol i Suñé                  | 17 de juliol de 1952   | 17 de març de 1962     |                                                                                  | Dictadura Franquista                    | [ 1 ] |
|      |  | Josep Tomàs i Miràngels            | 17 de març de 1962     | 18 de maig de 1967     |                                                                                  | Dictadura Franquista                    | [ 1 ] |
|      |  | Josep Iglesias i Anglès            | 18 de maig de 1967     | 18 de setembre de 1970 |                                                                                  | Dictadura Franquista                    | [ 1 ] |
|      |  | Fernando Pérez i Blasco            | 18 de setembre de 1970 | 18 d'abril de 1979     |                                                                                  | Dictadura Franquista                    | [ 1 ] |
|      |  | Jordi Baiget i Felip               | 19 d'abril de 1979     | 5 de desembre de 1981  |                                                                                  | Convergència i Unió                     | [ 1 ] |
|      |  | Àngel Costa i Maiques              | 5 de desembre de 1981  | 25 de maig de 1983     |                                                                                  | Convergència i Unió                     | [ 1 ] |
|      |  | Antoni Font i Cleries              | 23 de maig de 1983     | 7 d'octubre de 1985    |                                                                                  | Partit dels Socialistes de Catalunya    | [ 1 ] |
|      |  | Jaume Font i Torrents              | 7 d'octubre de 1985    | 5 de juliol de 1993    | Partit dels Socialistes de Catalunya (1985-1983) Convergència i Unió (1987-1993) |                                         | [ 1 ] |
|      |  | Joan Gassó i Ramiro                | 5 de juliol de 1993    | 30 d'octubre de 1995   |                                                                                  | Independents per Sant Fost (ISF)        | [ 1 ] |
|      |  | Àngel Costa i Maiques              | 30 d'octubre de 1995   | 21 de desembre de 1995 |                                                                                  | Independents per Sant Fost (ISF)        | [ 1 ] |
|      |  | Jordi Ribas i Gabarda              | 21 de desembre de 1995 | 9 d'abril de 1996      |                                                                                  | Gent d'Unió (UDC)                       | [ 1 ] |
|      |  | Joan Gassó i Ramiro                | 9 d'abril de 1996      | 1 de juliol de 1996    |                                                                                  | Independents Units per Sant Fost (IUSF) | [ 1 ] |
|      |  | Jaume Font i Torrents              | 1 de juliol de 1996    | 19 de novembre de 1996 |                                                                                  | Convergència i Unió                     | [ 1 ] |
|      |  | Joan Gassó i Ramiro                | 19 de novembre de 1996 | 31 de desembre de 1997 |                                                                                  | Independents Units per Sant Fost (IUSF) | [ 1 ] |
|      |  | Antoni Font i Cleries              | 31 de desembre de 1997 | 22 de gener de 1998    |                                                                                  | Unió de Veïns (UdV)                     | [ 1 ] |
|      |  | Joan Gassó i Ramiro                | 22 de gener de 1998    | 30 d'abril de 2008     |                                                                                  | Independents Units per Sant Fost (IUSF) | [ 1 ] |
|      |  | Montserrat Sanmartí i Pratginestós | 13 de maig de 2008     | 15 de juny de 2019     |                                                                                  | Independents Units per Sant Fost (IUSF) | [ 1 ] |
|      |  | Maria José Sánchez i Ortega        | 15 de juny de 2019     | 9 de setembre de 2019  |                                                                                  | Grup Mixt                               | [ 2 ] |
|      |  | Carles Miquel i Ruzafa             | 9 de setembre de 2019  | 30 de març de 2020     |                                                                                  | Esquerra - Junts x Sant Fost            | [ 3 ] |
|      |  | Montserrat Sanmartí i Pratginestós | 30 de març de 2020     | En el càrrec           |                                                                                  | Independents Units per Sant Fost (IUSF) | [ 4 ] |